# Си (правитель Бохая)
Си (личное имя Янь-и) (кор. Хи-ван\Оный) — восьмой император государства Бохай, правивший в 813—817 годах. Девиз правления — Чжу-цюэ (кор. Чуджак).